# Les Rendez-vous du dimanche
 (avril 2012).
Si vous disposez d'ouvrages ou d'articles de référence ou si vous connaissez des sites web de qualité traitant du thème abordé ici, merci de compléter l'article en donnant les références utiles à sa vérifiabilité et en les liant à la section « Notes et références ».

Les Rendez-vous du dimanche est une émission de variétés animée par Michel Drucker, puis Ève Ruggieri, et diffusée de 1975 à 1980. Le présentateur reçoit nombre de personnalités de la chanson, du cinéma et du petit écran.
L'émission, réalisée par Rémy Grumbach, est enregistrée aux Studios des Buttes Chaumont (studios 11 et 14) le samedi, et diffusée le lendemain après-midi. 
Le samedi 11 mars 1978, Claude François est attendu pour tourner l’émission. Il est en retard et doit arriver vers 16h comme à son habitude, et toute l’équipe l’attend pour tourner. Vers 15h, un flash spécial en direct du tournage annonce le décès du chanteur électrocuté dans sa baignoire dans son appartement à Paris. Le lendemain aucune émission ne sera réalisée et un hommage lui sera rendu toute la journée.
Le 24 décembre 1978, à l'occasion des fêtes de Noël, Michel Drucker recevra à titre exceptionnel en invité d'honneur le dessinateur Hergé, auteur de la série de bandes dessinées Tintin. 
Ève Ruggieri succède à Michel Drucker à partir de septembre 1980, et présente l'émission renommée Les Nouveaux rendez-vous.
La musique du générique est une composition originale de Claude Bolling.